# Kanadski judić
Kanadski judić (lat. Cercis canadensis), vrsta listopadnog drveta iz porodice Mahunarki. rašireno je po kanadskoj pokrajini Ontario, i po mnogim državama SAD-a, a dvije njegove podvrste i u Meksiku.

## Opis
Naraste do 9 metara visine, široke je krošnje, do 10 metara širine. Deblo često nepravilno, kora tamnosmeđa. Listovi su jednostavni i naizmjenični, cvjetovi dvospolni, a plod je mahuna duga 5 do 10 cm., dozrijeva u jesen, i često ostane preko zime.
- C. canadensis, cvjetovi
- C. canadensis, stablo
- C. canadensis, kora

## Upotreba
Indijanci su koru drtveta korisrili za liječenje groznice. Cvjetovi su jestivi, a jedu se sirovi ili se prže.

## Etimologija
Ime vrste canadensis dolazi po lokalitetu, premda je brojnija u Sjedinjenim državama.

## Podvrste
- Cercis canadensis subsp. canadensis
- Cercis canadensis subsp. mexicana (Rose) A.E.Murray
- Cercis canadensis subsp. texensis (S.Watson) A.E.Murray